# Фано Мессан
Фано Мессан (18 лютого 1902 — 11 лютого 1998) — французька акторка, скульпторка, художниця і модель. Відома своєю співпрацею з такими художниками, як Луїс Бунюель, Сальвадор Далі, Ман Рей, Кес Ван Донген. Брала активну участь у паризькому культурному житті кінця 20-х років. Фано Мессан також відома своєю андрогінністю.

## Життєпис
Народилася в Тарбі, Верхні Піренеї, Франція, 1902 року. 
У віці 16 років закінчила Вищу школу витончених мистецтв Тулузи (відому з 2011 року як isdaT — Institut supérieur des arts et du design de Toulouse), щоб випробувати свої сили як скульптор у Парижі. Жінок не вітали в скульптурних майстернях, тому вона проходила навчання, прикидаючись чоловіком, особливо в майстерні Яна Мартеля. Мессан швидко стала помітною фігурою в жанрі ню, художніх галереях і богемних бістро Парижа. Одягнена як чоловік, з короткою зачіскою та вражаючою красою, Фано відточила свої навички скульптури, залишивши слід у роботах найбільших художників Монпарнасу.

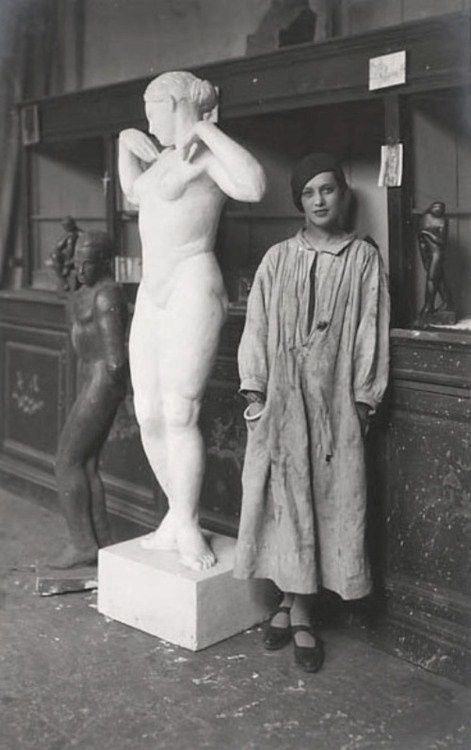
Фано Мессан у Парижі, 1921 рік. Фото Еммануеля Сугеза.

1924 року її запросили виставити свої скульптури в Чикаго, США. Журналіст Chicago Tribune Лорімер Хаммонд навіть написав статтю  «Латинський квартал розважається, намагаючись визначити стать Фано Мессан», у якій анонсував виставку скульпторки. 
Наступного року вона показала свої роботи на Осінньому салоні, що проходив у Гран-Пале. Одне з найвідоміших зображень Мессан зроблено під час цієї виставки: Фано в костюмі та краватці позує біля однієї зі своїх скульптур «l'Androgyne» (Я - Андрогін). У незалежній газеті Le Réveil du Nord вона представлена як «наймолодший скульптор у світі».
Твори Фано Мессан пройняті чутливістю, природністю, з простими і гармонійними лініями. Вона також опановує такі матеріали, як дерево, камінь, слонову кістку, скло. Прикраси для казино Grand Cercle Casino в Екс-ле-Бені та фриз «La danse», оголені зображення (серія «l'Androgyne», представлена на Салоні 1925 року), тварини чи фігури, наприклад Валері Ларбо чи Кеса ван Донгена, які написали її портрет («Le garçonne, Fano Messan») в обмін на бюст, який вона зробила йому 1929 року, у рік його натуралізації у Франції. Цей портрет (який залишався в родині Мессан принаймні до 2008 року) показує тендітну та рішучу Фано, її погляд глибокий і далекий, злегка відкритий яскраво-червоний рот, який кидає виклик часу. Помаранчевий, зелений і червоний кольори, такі часті в роботах ван Донгена, не заважають очам Фано домінувати в композиції картини, контрастуючи з білим кольором блузки. Фотопортрети Мессана, зроблені Маном Реєм (як-от зроблений 1928 року та придбаний Центром Помпіду 1994 року), мають ці характеристики моделі.
Луїс Бунюель обрав її на роль «андрогінної дівчини» в короткометражному фільмі «Андалузький пес» (1929) після перегляду її ролі телефоністки в художньому фільмі «Гроші» 1928 року, заснованому на однойменному романі Еміля Золя. Сценарій для фільму Бунюеля був написаний разом із його тодішнім другом Сальвадором Далі. Мессан грає андрогінну молоду жінку з підстриженим волоссям і в чоловічому вбранні. Вона торкається своєю тростиною відрубаної людської руки, поки її оточує великий натовп, який стримують поліцейські. Натовп розходиться, коли поліцейський кладе відтяту руку в смугасту коробку й віддає її молодій жінці. Молода андрогінна жінка про щось замріяно розмірковує, стоячи посеред жвавої вулиці, стискаючи коробку. Потім її збиває машина, і кілька перехожих збираються навколо неї. Молодий чоловік, здається, отримує садистське задоволення від небезпеки, яка загрожує дівчині та від її подальшої смерті, і, показуючи на шоковану молоду жінку в кімнаті з ним, він глузливо дивиться на неї та мацає її груди.
Перший показ Un Chien Andalou відбувся в Studio des Ursulines з аудиторією le tout-Paris. Серед відомих відвідувачів прем'єри були Пабло Пікассо, Ле Корбюзьє, Жан Кокто, Крістіан Берар і Жорж Орік, а також уся група сюрреалістів Андре Бретона. Позитивне сприйняття фільму глядачами вразило Бунюеля, який відчув полегшення, що не сталося насильства. Далі, навпаки, був розчарований, відчувши, що реакція публіки зробила вечір «менш захопливим».
Померла за тиждень до свого 96-го дня народження в Жювіньяк, Еро, Франція.

## Фільмографія
- 1928 — Гроші — телефоністка
- 1929 — Андалузький пес — андрогінна дівчина

## Галерея
|                               |
| Fano Messan by Man Ray, 1928. |

|                                                     |
| «La garçonne, Fano Messan» by Kees van Dongen, 1929 |

|                                                      |
| Messan acts in Un Chien Andalou (1929). Luis Buñuel. |